# Дурново, Пётр Николаевич
Не следует путать с Петром Павловичем Дурново (1835—1918)
Пётр Николаевич Дурново́ (23 ноября [5 декабря] 1842, Тверь — 11 [24] сентября 1915, Петроград) — русский государственный деятель, министр внутренних дел (1905—1906), представитель дворянского рода Дурново.

## Биография
Родился в многодетной семье олонецкого вице-губернатора Дурново Николая Сергеевича (1817—?) и племянницы адмирала Лазарева Веры Петровны Львовой: третий ребёнок из восьми детей, бывших 11-м поколением рода Дурново.

### Образование и служба во флоте
В 1860 году блестяще окончил Морской кадетский корпус. 17 октября этого же года гардемарин Пётр Дурново назначен на клипер «Гайдамак», уходящий на Дальний Восток России.
Продолжая службу на Тихом океане, 4 октября 1861 года был переведён на транспорт «Японец», а 18 ноября на клипер «Наездник», где познакомился с А. А. Бирилёвым. В 1862 году произведён в мичманы и 6 мая переведён на корвет «Посадник». Ещё несколько лет провёл в дальних плаваниях, в том числе у берегов Китая и Японии, Северной и Южной Америки («Морж», «Калевала», «Богатырь», «Рында»). В 1863 году, в ходе одной из экспедиций, в честь мичмана Петра Николаевича Дурново, члена экипажа корвета «Калевала», был назван один из островов в Японском море (а по названию острова названа расположенная рядом банка Дурново). С 21 апреля по 27 июня 1864 года исполнял должность вахтенного офицера клипера «Гайдамак» — во время стрельбы из револьвера ранил в руку Ф. К. Авелана — пуля раздробила ему кисть руки, позже Авелан поправился. В этот же год П. Н. Дурново переведён на Балтику. 1 января 1865 года награждён орденом Святого Станислава 3-й степени, а 4 апреля произведён в чин лейтенанта.
В 1870 году выдержал выпускной экзамен в Александровской военно-юридической академии и был назначен помощником прокурора при Кронштадтском военно-морском суде. В 1872 году уволен от этой должности «с награждением чином коллежского асессора для определения к статским делам» и перешёл в Министерство юстиции.

### Начало гражданской службы
В 1872 году назначен товарищем прокурора Владимирского окружного суда. В 1873 году переведён на аналогичную должность в Москву. С августа 1875 года — прокурор Рыбинского, с ноября 1875 года — Владимирского окружного суда. С июня 1880 года — товарищ прокурора Киевской судебной палаты.
В октябре 1881 года назначен управляющим Судебным отделом Департамента государственной полиции Министерства внутренних дел. С 18 февраля 1883 года — вице-директор департамента полиции.
В 1884 года командирован за границу, знакомится с устройством полиции в Париже, Берлине, Вене, изучает способы надзора за антигосударственными элементами и возможность их использования в России.
23 августа 1884 назначен на пост директора департамента полиции, который занимал до 1893 года.
В 1893 году стал участником сексуального скандала: «В подчинении Департамента находился „чёрный кабинет“, перлюстрировавший переписку граждан. „Кабинет“ перехватил откровенные письма некой питерской дамы любовнику — бразильскому послу в России. Доложили шефу. Увы — дама одновременно была любовницей и самого Дурново. В приступе ревности он наделал глупостей. Мало что заявился к изменщице, отхлестал по щекам и швырнул ей письма в лицо. Мало что выскочил из квартиры, забыв письма забрать. Он ещё и обыск провёл у бразильца в поисках других посланий. О чём тот не преминул сообщить императору Александру ІІІ: что ж это у вас за нравы в стране — шеф полиции читает чужие письма, избивает любовницу, обшаривает квартиры иностранных дипломатов…». После скандала вынужден был выйти в отставку.
3 февраля 1893 года Дурново назначен сенатором. В 1900—1905 годах занимал пост товарища министра внутренних дел при Д. С. Сипягине, В. К. Плеве, П. Д. Святополк-Мирском и А. Г. Булыгине, председательствовал в Попечительстве о домах трудолюбия и работных домах, состоял членом Главного попечительства детских приютов, с 1903 года был главноуправляющим почт и телеграфа.

### Министр внутренних дел
После отставки 22 октября 1905 года А. Г. Булыгина стал министром внутренних дел в кабинете С. Ю. Витте. 30 октября 1905 года назначен членом Государственного совета, а 1 января 1906 года произведён в действительные тайные советники.
В октябре 1905 — апреле 1906 года Дурново жил в Петербурге по адресу набережная реки Фонтанки, 16 (здание департамента полиции).
В борьбе против революции 1905—1907 годов применял жестокие меры, поддерживал деятельность черносотенных организаций, из-за чего в 1906 году эсерами было решено убить Дурново, но этот план им осуществить не удалось. В Швейцарии эсерка Леонтьева в упор застрелила пожилого французского торговца, который, на свою беду, был очень похож на отставного министра.
Длительный конфликт Дурново с премьером (которого он обвинял в потворстве революционной деятельности) стал одной из причин отставки и Витте 22 апреля 1906 года, а вслед за ним и всего кабинета, включая и самого министра внутренних дел, уступившего свой пост П. А. Столыпину.

### Член Государственного совета
При отставке Дурново получил звание статс-секретаря е.и.в., а 25 апреля 1906 года был назначен к присутствию в реформированном Государственном совете. В верхней палате в 1906—1915 годах был лидером группы правых.
В 1911 году действия Дурново и В. Ф. Трепова, направленные на отклонение Государственным Советом правительственного законопроекта о земствах в западных губерниях, вызвали острый политический кризис. Результаты состояли во временном роспуске Думы и Госсовета 12-15 марта 1911 года и принятии закона по ст. 87 Основных государственных законов. Дурново получил приказание императора объявить себя больным и воздержаться от участия в заседаниях Совета до 1912 года. (Подробно см. Закон о земстве в западных губерниях).
Придерживался германской ориентации и незадолго до Первой мировой войны предостерегал Николая II от выступления против Германии, полагая, что эта война будет гибельной для монархии. Это отражено в знаменитой «Записке Дурново» от февраля 1914 года. В ней же Дурново уделил важное значение возможному началу революции, в случае неудачи Империи в войне, описав конкретные детали социальных всплесков, и тем самым фактически предсказал события, которые произошли в 1917 году.
Скончался 11 сентября 1915 года в Петрограде.
Из иллюстрированного журнала «Искры» от 20 сентября 1915 года:

Кончина П. Н. Дурново. 11 сентября скончался П. Н. Дурново, бывший министр внутренних дел в кабинете гр. Витте. В лице Дурново сошёл в могилу типичный бюрократ, поклонник сильной власти. Однако, в этом нет ничего удивительного. П. Н. Дурново получил политическое воспитание в недрах департамента полиции, директором которого он был в течение 10 лет. Концом его политической карьеры была парламентская деятельность в качестве вождя правых в Государственном совете. П. Н. скончался на 69 году своей жизни.
Похоронен в селе Трескино Сердобского уезда Саратовской губернии (ныне — Колышлейского района Пензенской области).

## Награды
- Орден Святого Станислава 3-й степени (01.01.1865)
- Орден Святой Анны 3-й степени (10.06.1867)
- Орден Святого Станислава 2-й степени (09.06.1869)
- Орден Святой Анны 2-й степени (31.12.1876)
- Орден Святого Владимира 3-й степени (01.01.1880)
- Орден Святого Станислава 1-й степени (01.01.1886)
- Орден Святой Анны 1-й степени (01.01.1890)
- Орден Святого Владимира 2-й степени (01.01.1892)
- Орден Белого орла (01.01.1900)
- Орден Святого Александра Невского (28.03.1904)
- Бриллиантовые знаки к ордену Святого Александра Невского (18.04.1910)
- Орден Святого Владимира 1-й степени (03.04.1912)
- Знак отличия беспорочной службы за XL лет (22.08.1905)

Иностранные:
- Французский орден Почётного легиона, большой офицерский крест (1892)

## Семья
Жена — Екатерина Григорьевна Акимова (1852-4.04.1927), дочь предводителя дворянства Николаевского уезда Самарской губернии Г. А. Акимова. 
У них было двое детей: сын — Пётр Петрович (1883—1945, Дрезден) — полковник русской армии, военный министр в антибольшевистском Западно-русском правительстве и дочь — Надежда Петровна Дурново (1886—после 1937), фрейлина императрицы Александры Федоровны.
- Петр Петрович Дурново был женат на Марианне Пистолькорс.  Их сын — Кирилл Петрович Дурново (1908, Санкт-Петербург—1975, США) окончил в Париже Высшую школу электричества и промышленной механики и Нью-Йоркский университет. После Второй мировой войны был вице-консулом США в Италии. Работал в фирме Интернациональной телеграфной и телефонной компании. Член Объединения воспитанников Высшей технической школы в Париже, член Общества французских инженеров-электриков[14].
- Надежда Петровна Дурново после 1917 года осталась в России и проживала в Петрограде (улица Моховая, 27, кв.27) вместе с матерью. Была репрессирована[15].

## Мнения современников
А. В. Герасимов:
О нём сложилось представление как об очень реакционном человеке. Это представление не соответствовало действительности. Дурново был очень своенравный, вспыльчивый человек, абсолютно не терпевший противоречий, иногда самодур, но отнюдь не человек, отрицавший необходимость для России больших преобразований. В старой России подобного типа человеком был Победоносцев. Дурново же был человеком совсем иным. Тогда мне приходилось выслушивать от него определённо либеральные заявления. Во всяком случае, в октябре 1905 года он пришёл к власти с настроениями, ни в чем существенно не отличавшимися от настроений Трепова, Витте и других творцов Манифеста 17 октября.